# Chengdu Open 2019
Chengdu Open 2019 byl tenisový turnaj pořádaný jako součást mužského okruhu ATP Tour, který se hrál na otevřených dvorcích s tvrdým povrchem S’-čchuanského mezinárodního tenisového centra. Probíhal mezi 23. až 29. zářím 2019 v čínské megapoli Čcheng-tu, centru sečuánské provincie, jako čtvrtý ročník turnaje.
Turnaj s rozpočtem 1 213 295 amerických dolarů patřil do kategorie ATP Tour 250. Nejvýše nasazeným hráčem ve dvouhře se stal dvacátý tenista světa John Isner ze Spojených států. Jako poslední přímý účastník do hlavní singlové soutěže nastoupil 76. hráč žebříčku, Litevec Ričardas Berankis.
Čtvrtý singlový titul na okruhu ATP Tour vybojoval 28letý Španěl Pablo Carreño Busta. Premiérovou společnou trofej ze čtyřhry ATP si odvezli Srbové Nikola Ćaćić a Dušan Lajović.

## Rozdělení bodů a finančních odměn

### Rozdělení bodů
| Soutěž  | vítězové | finalisté | semifinalisté | čtvrtfinalisté | 16 v kole | 32 v kole | Q  | Q2 | Q1 |
| ------- | -------- | --------- | ------------- | -------------- | --------- | --------- | -- | -- | -- |
| dvouhra | 250      | 150       | 90            | 45             | 20        | 0         | 12 | 6  | 0  |
| čtyřhra | 250      | 150       | 90            | 45             | 0         | —         | —  | —  | —  |

### Finanční odměny
| Soutěž                              | vítězové | finalisté | semifinalisté | čtvrtfinalisté | 16 v kole | 32 v kole | Q2     | Q1     |
| ----------------------------------- | -------- | --------- | ------------- | -------------- | --------- | --------- | ------ | ------ |
| dvouhra                             | $191 030 | $102 210  | $56 455       | $31 570        | $18 445   | $11 050   | $5 345 | $2 670 |
| čtyřhra                             | $62 010  | $31 780   | $17 220       | $9 860         | $5 770    | —         | —      | —      |
| částka ve čtyřhře je uvedena na pár |          |           |               |                |           |           |        |        |

## Mužská dvouhra

### Nasazení
| Stát                         | Hráč                  | ATP | Nasazení |
| ---------------------------- | --------------------- | --- | -------- |
| USA                          | John Isner            | 20. | 1.       |
| Kanada                       | Félix Auger-Aliassime | 21. | 2.       |
| Francie                      | Benoît Paire          | 23. | 3.       |
| Bulharsko                    | Grigor Dimitrov       | 25. | 4.       |
| Srbsko                       | Dušan Lajović         | 29. | 5.       |
| USA                          | Taylor Fritz          | 30. | 6.       |
| Spojené království           | Kyle Edmund           | 32. | 7.       |
| Kanada                       | Denis Shapovalov      | 33. | 8.       |
| Žebříček ATP k 16. září 2019 |                       |     |          |

### Jiné formy účasti
Následující hráči obdrželi divokou kartu do hlavní soutěže:
- Paj Jen
- Čong Hjon
- Li Če

Následující hráč nastoupil pod žebříčkovou ochranou:
- Vasek Pospisil

Následující hráč obdržel do hlavní soutěže zvláštní výjimku:
- Jegor Gerasimov

Následující hráči postoupili z kvalifikace:
- Jason Jung
- Bradley Klahn
- Kamil Majchrzak
- Alexei Popyrin

Následující hráč postoupil z kvalifikace jako tzv. šťastný poražený:
- Lloyd Harris

### Odhlášení
před zahájením turnaje
- Richard Gasquet → nahradil jej  Vasek Pospisil
- Michail Kukuškin → nahradil jej  Ričardas Berankis
- Kamil Majchrzak → nahradil jej  Lloyd Harris
- Reilly Opelka → nahradil jej  Alexandr Bublik
- Sam Querrey → nahradil jej  Márton Fucsovics

## Mužská čtyřhra

### Nasazení
| Stát                                                                    | Hráč              | Stát      | Hráč             | ATP  | Nasazení |
| ----------------------------------------------------------------------- | ----------------- | --------- | ---------------- | ---- | -------- |
| Chorvatsko                                                              | Ivan Dodig        | Slovensko | Filip Polášek    | 53.  | 1.       |
| Spojené království                                                      | Dominic Inglot    | USA       | Austin Krajicek  | 85.  | 2.       |
| Mexiko                                                                  | Santiago González | Švédsko   | Robert Lindstedt | 111. | 3.       |
| Izrael                                                                  | Jonatan Erlich    | Francie   | Fabrice Martin   | 129. | 4.       |
| Žebříček ATP k 16. září 2019; číslo je součtem umístění obou členů páru |                   |           |                  |      |          |

### Jiné formy účasti
Následující páry obdržely divokou kartu do hlavní soutěže:
- Li Če /  Kao Sin
- Sun Fa-ťing /  Wang Ao-žan

## Přehled finále

### Mužská dvouhra
- Pablo Carreño Busta vs.  Alexandr Bublik, 6–7(5–7), 6–4, 7–6(7–3)

### Mužská čtyřhra
- Nikola Ćaćić /  Dušan Lajović vs.  Jonatan Erlich /  Fabrice Martin, 7–6(11–9), 3–6, [10–3]